# Comunicação serial

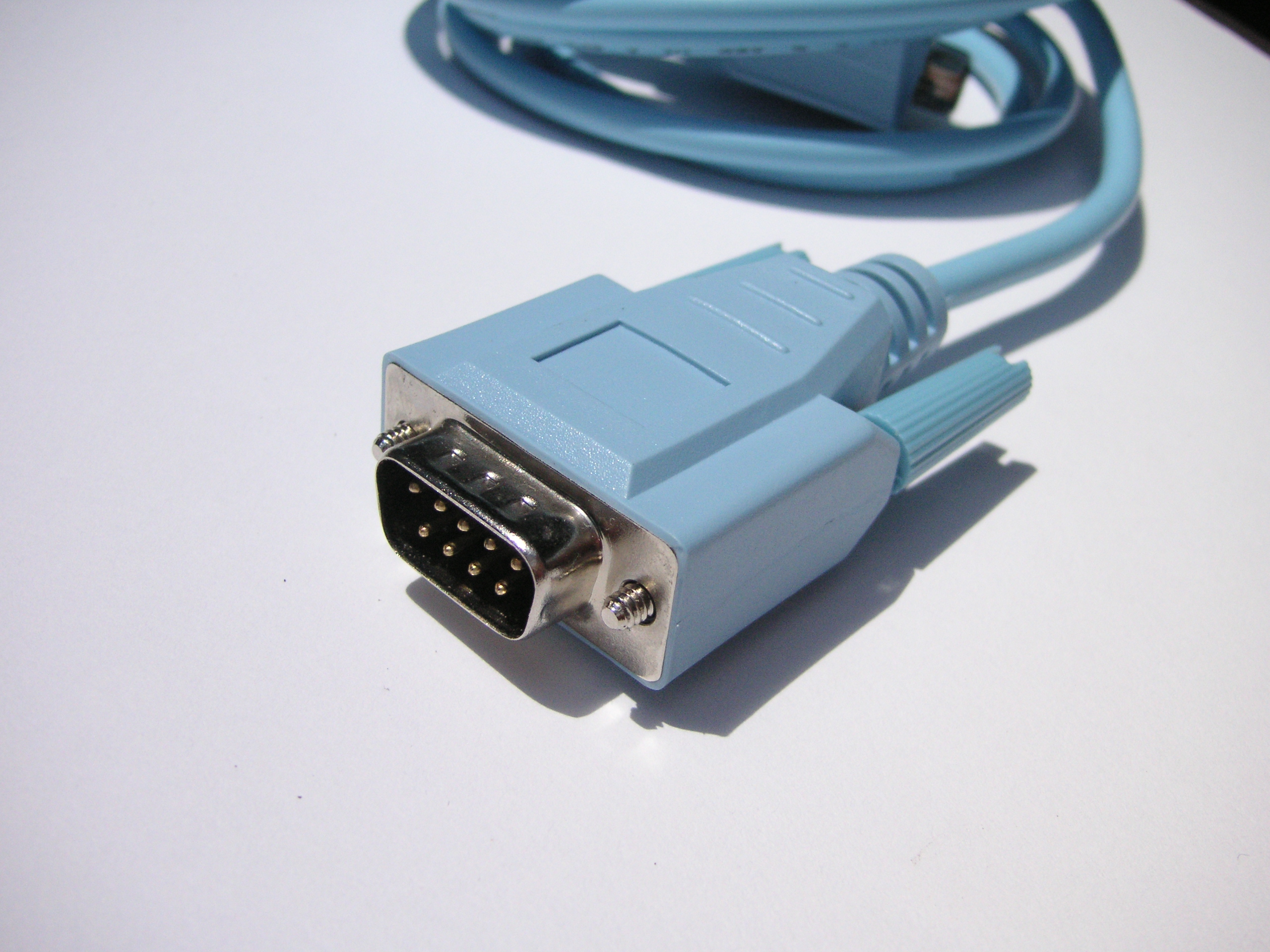
Um cabo de série. O plugue DB-9 e a cor azul são típicos de muitos desses cabos.

Em telecomunicações e ciência da computação, comunicação série é o processo de enviar dados um bit de cada vez, sequencialmente, num canal de comunicação ou barramento. É diferente da comunicação paralela, em que todos os bits de cada símbolo são enviados juntos. A comunicação sérial é usada em toda comunicação de longo alcance e na maioria das redes de computadores, onde o custo de cabos e as dificuldades de sincronização tornam a comunicação paralela impraticável. Para curtas distâncias, barramentos série estão se a tornar cada vez mais comuns devido ao ponto em que as desvantagens dos barramentos paralelos (densidade de interconexão) superam as suas vantagens de simplicidade.

## Exemplos
- Código Morse
- RS-232 (baixa velocidade, implementado em portas seriais)
- RS-422
- RS-485
- Universal Serial Bus (velocidade moderada, para a conexão de periféricos de computador)
- FireWire
- Ethernet
- Fibre Channel (velocidade alta, para conhectar computadores a dispositivos de armazenamento em massa)
- InfiniBand (velocidade muito alta, comparado em escopo com o PCI)
- MIDI (controle de instrumentos musicais)
- DMX512 (controle de iluminação teatral)
- Serial Attached SCSI
- Serial ATA
- PCI Express
- SONET e SDH (telecomunicação de alta velocidade sobre fibra ótica)